# Sihala
Sihala là một chi nhện trong họ Pholcidae.